# 大剛丸
大剛丸（だいごうまる）は大阪商船の貨物船。
文中、トン数表示のみの船舶は大阪商船の船舶である。

## 船歴
「大剛丸」は1K型戦時標準船の1隻として日立造船因島工場で建造され、1943年（昭和18年）11月21日に起工。1944年（昭和19年）2月16日に進水し、同年3月10日に竣工した。
日立因島製の1K型戦時標準船のうち、「大剛丸」を含む「大翼丸」（5,244トン）以降の後期5隻は非公式の第2次戦時標準船設計で建造された。
竣工後は船舶運営会使用船となるが、軍の徴用は受けず一貫して民間船として活動。自衛用として12cm砲1門、爆雷4個を装備した。
1945年（昭和20年）1月4日、「大剛丸」は鉄道枕木を積んで若松港を出港し浦口へむかったが、8日午前1時15分頃にアメリカ潜水艦「バラオ」の発射した魚雷が右舷3番船倉付近に命中。午前2時頃に沈没した。船長以下船員12名と警戒隊14名戦死と記録されている。
船員49名が沈没前に退船し、救命艇で上海方面へ向かったが、寒さのため16名が凍死した。12日、救命艇は遠浅の海岸に擱座。今後の行動について協議中、中国漁船が現れて救助に来たというので、全員その船に移り村へと連れていかれた。その場所は江蘇省東弶であった。14日、一同は日本軍のところへ案内すると言う中国兵によってジャンクに乗せられた。ジャンクは少し進んだ後、川に入り、16日に座州。中国兵が3名以外上陸したため翌日3時ごろ脱出のための行動を起こし、2名が射殺されるも、中国兵を追い出すことに成功した。その後ジャンクを出航させるも、再び座州し、行動不能となる。中国軍に包囲された一同は自決し、それに失敗した1名のみが捕らわれ、生き残った。